# Pilosella acutifolia
Pilosella acutifolia — вид квіткових рослин з підродини цикорієвих (Cichorioideae).

## Поширення
Вид росте в Європі й Західній Азії: Албанія, Австрія, Білорусь, Болгарія, Росія, Чехія, Словаччина, Франція, Німеччина, Греція, Угорщина, Італія, Ліхтенштейн, Нідерланди, Північний Кавказ, Польща, Румунія, Швейцарія, Грузія, Туреччина, Україна, Боснія і Герцеговина, Хорватія, Македонія, Словенія, Сербія, Чорногорія.